# Erwin Münchow (Politiker)
Erwin Münchow (* 19. Juni 1888 in Berlin; † 2. Oktober 1973) war ein deutscher Politiker (SPD). Er war von 1924 bis 1933 Mitglied des Provinziallandtages Brandenburg und von 1950 bis 1954 Mitglied des Landtags von Nordrhein-Westfalen.

## Leben
Nach der Mittelschule absolvierte Erwin Münchow bis 1908 eine Ausbildung an einem Lehrerseminar und war anschließend bis 1928 als Lehrer tätig. Im Jahr 1928 wurde er Schulrektor in Luckenwalde.
Münchow war seit 1919 SPD-Mitglied. Während der Weimarer Republik war Münchow von 1924 bis 1933 Mitglied des Provinziallandtages der preußischen Provinz Brandenburg.
Nach der Machtübernahme durch die Nationalsozialisten im Jahr 1933 wurde Münchow nach dem Gesetz zur Wiederherstellung des Berufsbeamtentums aus dem Schuldienst entlassen. In der Zeit bis 1935 wurde er in den Konzentrationslagern Oranienburg, Börgermoor und Lichtenburg inhaftiert. Münchow arbeitete nach seiner Entlassung als Reisevertreter, später als stellvertretender Betriebsleiter. Nach dem Ende der NS-Diktatur wurde er im Dezember 1945 wieder als Rektor im Schuldienst eingestellt. Nach dem Zweiten Weltkrieg trat er auch der Gewerkschaft Erziehung und Wissenschaft bei.
1948 wurde er in den Rat der Stadt Dortmund gewählt. Münchow wurde in der zweiten Wahlperiode als Direktkandidat der SPD im Wahlkreis 107 (Dortmund II) in den nordrhein-westfälischen Landtag gewählt und war Abgeordneter vom 5. Juli 1950 bis zum 4. Juli 1954.